# マルクス・ミヌキウス・アウグリヌス
マルクス・ミヌキウス・アウグリヌス（ラテン語: Marcus Minucius Augurinus、生没年不詳）はパトリキ（貴族）出身の共和政ローマ初期の政治家・軍人。紀元前497年と紀元前491年に執政官（コンスル）を務めた。

## 一族
ミヌキウス氏族にはプレブス（平民）系の一族もあるが、アウグリヌスはパトリキであり、また氏族で最初の執政官であった。紀元前492年の執政官プブリウス・ミヌキウス・アウグリヌスは兄弟であると思われる。また、紀元前458年の補充執政官ルキウス・ミヌキウス・エスクィリヌス・アウグリヌスは父がプブリウス、祖父がマルクスであり、アウグリヌスの孫か、プブリウスの子である可能性がある。

## 経歴

### コンスルシップ
紀元前497年、紀元前491年ともに、同僚執政官はアウルス・センプロニウス・アトラティヌスであった。紀元前497年には、両執政官ともにフォルム・ロマヌムのサートゥルヌス神殿の建設（前年にティトゥス・ラルキウス・フラウスが建設開始）に集中した。またこの年に最初のサートゥルナーリア祭が行われている。
二度目の執政官となった紀元前491年、前年に発生した飢餓のために、かなりの量の穀物をシケリアから輸入したが、この穀物の市民への分配が問題となった。この頃パトリキとプレブスの反目があり、紀元前494年には護民官が設立されて両者の再融合が図られていた。元老院は、市民にも平等に穀物を分配しようとしたが、将軍ガイウス・マルキウス・コリオラヌス（en）がこれに反対、結局ローマから追放されるという事件が起こっている（数年後、コリオラヌスは復讐のためにローマに侵攻する）。

### その他のキャリア
プルタルコスは『対比列伝』のプブリコラで、紀元前509年に彼の定めた法によって、国庫を管理する二人のクァエストルが選出されたとし、そのうちの一人をマルクス・ミヌキウスと記している。
ハリカルナッソスのディオニュシオスは、リウィウスも記している紀元前488年にコリオラヌスに派遣された使節団に選ばれた人名を具体的に挙げており、その内の一人にマルクス・ミヌキウスの記述がある。

## 参考資料
1. ↑  リウィウス『ローマ建国史』、2.21.
2. ↑  ディオニュシオス『ローマ古代誌』、6.1
3. ↑  リウィウス『ローマ建国史』、2.34
4. ↑  プルタルコス『対比列伝』プブリコラ、12
5. ↑  リウィウス『ローマ建国史』、2.39
6. ↑  ディオニュシオス『ローマ古代誌』、8.22